# نعم (قصيدة)
«أَمِن آلِ نُعْمِ أنت غادٍ فمبكرُ» هي قصيدة للشاعر القرشي عمر بن أبي ربيعة، تُلقب بـ"رائية عمر بن أبي ربيعة". تتكون القصيدة من 75 بيت، وتتسم القصيدة بكل سمات شعر عمر بن أبي ربيعة، وهي أيضًا أطول وأشهر قصائده، تدور القصيدة حول إحدى عشيقاته؛ واسمها نُعْم. لم يكن اسمها الحقيقي نُعْم، حيث اخترع هذا الاسم من نفسه كما أشار إلى ذلك في قصيدة أخرى.
استهلّ عمر بن أبي ربيعة رائيّته بذكر صاحبته نُعم وسؤال نفسه أمنصرفٌ عنها يومًا، ثمّ يذكر حاجته إليها، وعجزه عن الصّبر عن لقائها. يظهر في القصيدة بوضوح تموج النفس لهفة وشوقاً لرؤية شخص ما. تقع أحداث القصيدة في ليلة لقاء الشاعر بها في عتمة الليل بين أهلها، إذ لم يستطع مقابلتها لفترة طويلة، وكان أهلها في طريقهم في الصحراء العربية، وفي ليلة ما وسط الظلام وهم نائمون، تسلل عمر حتى قابلها وتحدث معها لساعات، ثم غادر مرتديًا ملابس أختها حتى لا يعلم أحد بوجوده.
قال بعض المؤرخين أن القصيدة واقعية ومنطقية لكنها ليست حقيقية فهي من نسج خياله وليست من واقع حياته، وقال آخرون أن عمر كان مهتمًا بامرأة سماها نُعم وكتب فيها العديد من قصائد الغزل المليئة بالحب والشوق، كما يقول البعض أن نُعم هو اسم مستعار لزوجته الثانية زينب بنت موسى الجمحية.

## خلفية
بشكل عام، يدور شعر عمر بن أبي ربيعة حول موضوع واحد وهو الغزل، حتى بات يُعرف في زمنه بشاعر الغزل دون منازع، وهو الشاعر الذي يحب الكثير من الفتيات، ويعلن هذا الحب في شعره. لم يُذكَر أن عمر أحب فتاة واحدة، فهو دائمًا يبحث ويستكشف ويتجول. كتب قصائده للعديد من الفتيات، ولم يقع في حب فتاة وأخلص لها؛ لذلك لا يوجد اسم واحد في قصائده. يصف دائمًا النساء من الخارج، يصف العينين والشكل والوجه والفم والمشية. شيء مميز في شعره هو قدرته على السرد في القصيدة وكتابة شعر الغزل القصصي. معظم قصائده هي تجارب عاطفية داخل القصة.
وبحسب كتاب الأغاني للأصفهاني، يُقال أنه قرأ عمر القصيدة أمام عبد الله بن عباس، بينما كان ابن عباس في المسجد الحرام، وعنده نافع بن الأزرق زعيم الخوارج، إذ جلس أمام ابن عباس، وأنشد رائيته الشهيرة حتى أتى على آخرها، فأقبل عليه ابن الأزرق، فقال: "اللَّه يابن عباس، إنا لنضرب إليك أكباد المُطي –الإبل- من أقاصي العراق لنسألك عَنِ الحلال والحرام، فتثاقل علينا، ويأتيك مترف من مترفي قريش فينشدك سفهًا"، فردّ عليه ابن عباس:" تالله ما سمعتُ سفهًا!".

## تحليل
تُعتبَر هذه القصيدة من القصائد الطويلة في الشعر العربي وفي شعر عمر بن أبي ربيعة، وتتكون من ثلاثة أجزاء في أحداثها، أول جزء هو أول 18 بيتاً حيث تحدث فيها الشاعر عن نيته لترك بيت حبيبته نُعْم، كما أوضح في هذا الجزء عن مدى تعلقه بها، والجزء الثاني من الأحداث من البيت رقم 19 إلى 62، إذ يتذكر الشاعر رحلته ومغامراته الشقية وهو صغير، هذه الأحداث من اختراعه وليست حقيقة، كان عمره حينها قرابة السابعة عشرة، ولم يغادر مكة في مثل هذه السن. يتكون الجزء الثالث والأخير من القصيدة من 13 بيتًا، لذا فهو من البيت 63 إلى البيت 75. ينهي عمر في هذا الجزء رائيته المذهلة. خصص عمر هذا الجزء لوصف ناقته ووصفها بعبارات قاسية وصعبة يصعب على الشخص فهمها إلا بعد الشعور بعدم الراحة.

## نص القصيدة
| أَمِنْ آلِ نُعْمِ أَنْتَ غَادٍ فَمُبْكِرُ         |  |                                 |
| (عمر بن أبي ربيعة)               |  |                                 |
| [من الطويل]                      |  |                                 |
| أَمِنْ آلِ نُعْمِ أَنْتَ غَادٍ فَمُبْكِرُ         |  | غداةَ غدٍ، أم رائحٌ فمهجرُ          |
| لحَاجَةِ نَفْسٍ لم تَقُلْ في جَوَابِها       |  | فتبلغَ عذراً والمقالةُ تعذرُ        |
| تهيمُ إلى نعمٍ فلا الشملُ جامعٌ،     |  | وَلا الحَبْلُ مُوْصُولٌ ولا القَلْبُ مُقْصِرُ  |
| ولا قربُ نعمٍ إن دنتْ لك نافعٌ،      |  | وَلاَ نأْيُهَا يُسْلي وَلاَ أَنْتَ تَصْبِرُ     |
| وأخرى أنتَ من دونِ نعمٍ، ومثلها     |  | نَهَى ذا النُّهَى لَوْ تَرْعَوي أَوْ تُفَكِّرُ   |
| إذا زُرْتُ نُعْماً لَمْ يَزَلْ ذُو قَرَابَةٍ     |  | لها، كلما لاقيتهُ، يتنمرُ         |
| عَزيزٌ عَلَيْهِ أَنْ أُلِمَّ بِبَيْتِهَا          |  | يسرُّ لي الشحناءَ، والبغضُ مظهر     |
| أَلِكْنِي إليْها بالسَّلامِ فإنَّهُ         |  | يشهرُ إلمامي بها وينكرُ           |
| بِآيَةِ ما قَالَتْ غَداة َ لَقِيْتُها        |  | بِمَدْفَعِ أَكْنَانٍ: «أَهذا المُشَهَّرُ؟»     |
| أشارتْ بمدارها، وقالت لأختها:     |  | "أهذا المغيريُّ الذي كان يذكر؟"   |
| "أهذا الذي اطربتِ عتاً، فلم اكن،   |  | وعيشكِ، انساهُ إلى يومَ أقبر"      |
| فقالت: "نعمْ، لا شكّ غير لونهُ      |  | سُرَى اللَّيْلِ يُحْيي نَصَّهُ والتَّهَجُّرُ»     |
| "لئنْ كان إياهُ، لقد حالَ بعدنا     |  | عن العهدِ، والغنسانُ قد يتغير"    |
| رأتْ رجلاً أما إذا الشمسُ عارضتْ     |  | فَيَضْحَى وأَمَّا بالعَشيِّ فَيَخصرُ         |
| أخا سفرٍ جوابَ أرضٍ تقاذفتْ          |  | بِهِ فَلَوَاتٌ فَهْوَ أَشْعَثُ أَغْبَرُ          |
| قليلاً على الظهرِ المطيةِ ظلهُ،      |  | سِوَى ما نَفَى عَنْهُ الرِّداءُ المُحَبَّر    |
| واعجبها من عيشها ظلُّ غرفةٍ،        |  | وَرَيّانُ مُلْتَفُّ الحَدَائِقِ أَخْضَرُ         |
| ووالٍ كفاها كلَّ شيءٍ يهمها،         |  | فليستْ لشيءٍ آخرَ الليلِ تسهر       |
| وَلَيْلَةَ ذِي دَوْرَانَ جَشَّمْتِني السُّرَى      |  | وقد يجشمُ الهولَ المحبُّ المغرر     |
| فبتُّ رقيباً للرفاقِ على شفاً،        |  | أحاذرُ منهمْ من يطوفُ، وأنظر       |
| إلَيْهِمْ مَتَى يَسْتَمْكِنُ النَّوْمُ مِنْهُمُ      |  | وَلَي مَجْلِسٌ لَوْلا اللُّبَانَةُ أَوْعَرُ      |
| وباتتْ قلوصي بالعراءِ ورحلها،      |  | لِطَارِقِ لَيْلٍ أَوْ لِمَنْ جَاءَ مُعْوِرُ       |
| وَبِتُّ أُنَاجي النَّفْس: «أَيْنَ خِبَاؤها؟    |  | وَكَيْفَ لِمَا آتِي مِنَ الأَمْرِ مَصْدَرُ؟»    |
| فَدَلَّ عَلَيْهَا القَلْب رَيّا عَرَفْتُها       |  | لَهَا وَهَوَى النَّفْسِ الَّذِي كاد يظْهَرُ    |
| فَلَمَّا فَقَدْتُ الصَّوْتُ مِنْهُمْ وأُطْفِئَتْ      |  | مَصَابِيحُ شُبَّتْ بِکلْعَشاءِ وَأَنْؤُرُ        |
| وغابَ قميرٌ كنتُ أرجو غيوبهُ،        |  | وَرَوَّحَ رُعْيَانٌ، وَنَوَّمَ سُمَّرُ            |
| وَنَفَّضْتُ عَنِّي النَّوْم، أَقْبَلْتُ مِشْيَة َ الْـ |  | حبابِ، وركني، خشية َ القومِ، أزور  |
| فحييتُ إذ فاجأتها، فتولهتْ،        |  | وكادتْ بمخفوضِ التحيةِ تجهر        |
| وَقَالَتْ وَعَضَّتْ بِکلبَنَانِ: «فَضَحتَني      |  | وأنتَ امرؤٌ، ميسورُ أمرك أعسر!"    |
| "أريتكَ، إذ هنا عليكَ، ألمْ تخفْ،    |  | وقيتَ، وحولي من عدوكَ حضر؟"       |
| "فواللهِ ما ادري أتعجيلُ حاجةٍ،     |  | سَرَتْ بِكَ، أَمْ قَدْ نَامَ مَنْ كُنْتَ تَحْذَرُ؟» |
| فقلتُ لها: "بل قادني الشوقُ والهوى |  | إليكِ، وما عَينٌ من النّاسِ تَنظرُ»    |
| فقالتْ وقد لانتْ وأفرخَ روعها:      |  | "كلاكَ بحفظٍ ربكَ المتكبر!"        |
| «فأَنْتَ، أَبَا الخَطَّابِ، غَيْرَ مُدَافَعٍ،    |  | عَلَيَّ أَميرٌ، مَا مَكَثْتَ، مُؤَمَّرُ»        |
| فبتُّ قريرَ العينِ، أعطيتُ حاجتي،     |  | أقبلُ فاها، في الخلاء، فأكثر     |
| فيا لكَ منْ ليلٍ تقاصرَ طولهُ،        |  | وَمَا كَانَ لَيْلي قَبْلَ ذَلِكَ يَقْصُرُ       |
| ويا لكَ من ملهىً هناكَ ومجلسٍ        |  | لنا، لم يكدرهُ علينا مكدر        |
| يمجّ ذكيَّ المسكِ منها مفلجٌ،         |  | رقيقُ الحواشي ذو غروبٍ مؤشر       |
| تراه، إذا تفترّ عنهُ، كأنهُ         |  | حصى بردٍ، أو أقحوانٌ منور         |
| وترنو بعينيها إليّ، كما رنا،      |  | إلى ربربٍ وسطَ الخميلةِ، جؤذر      |
| فلما تقضى الليلُ إلا أقلهُ،        |  | وكادتْ توالي نجمهِ تتغور          |
| أشارتْ "بأنّ الحيّ قد حانَ منهمُ      |  | هبوبٌ، ولكنْ موعدٌ لكَ عزور"        |
| فَمَا رَاعَني إلاَّ مُنادٍ: «تَرَحَّلوا!»    |  | وَقَدْ لاَح مَفْتوق مِنَ الصُّبْحِ أَشْقَرُ     |
| فَلَمَّا رَأَتْ مَنْ قَدْ تَنَبَّه مِنْهُمُ         |  | وأيقاظهم، قالت: "أشر كيف تأمر؟" |
| فَقُلْتُ: «أُبَادِيهِمْ فَإمَّا أَفُوتُهُمْ       |  | وَإمّا ينالُ السَّيْفُ ثَأْراً فَيَثْأَرُ»     |
| فَقَالَتْ: «أَتَحْقِيقاً لِما قَال كَاشِحٌ     |  | علينا، وتصديقاً لما كان يؤثرُ؟"   |
| "فإنْ كانَ ما لابدّ منهُ، فغيرهُ،     |  | مِنَ الأَمْرِ أَدْنَى لِلْخَفاءِ وأَسْتَرُ»     |
| «أَقُصُّ عَلَى أُخْتَيَّ بَدْءَ حَدِيثِنا         |  | وَمَا لِيَ مِنْ أَنْ تَعْلَمَا مُتَأَخَّرُ»       |
| "لعلهما أن تطلبا لكَ مخرجاً،       |  | وَأَنْ تَرْحُبا صدراً بِمَا كُنْتُ أَحصُرُ»    |
| فقامتْ كئيباً ليسَ في وجهها دمٌ،     |  | منَ الحزنِ، تذري عبرة ً تتحدر      |
| فقامتْ إليها حرتانِ عليهما         |  | كساءان مِنْ خَزٍّ دِمَقْسٌ وأَخْضَرُ         |
| فقالتْ لأختيها: "أعينا على فتى ً،  |  | أَتَى زَائِراً والأَمْرُ لِلأَمْرِ يُقْدَرُ»    |
| فَأَقْبَلَتا فارْتَاعَتا ثُمَّ قَالَتا:       |  | «أَقِلِّي عَلَيْكِ اللَّوْمَ فَالْخَطْبُ أَيْسَرُ»   |
| فقالتْ لها الصغرى: "سأعطيهِ مطرفي  |  | ودرعي وهذا البُرْدَ إنْ كان يحذر»   |
| «يَقُومُ فَيَمْشي بَيْنَنَا مُتَنَكِّراً         |  | فلا سرنا يفشو ولا هو يظهر"      |
| فكان مجني دونَ من كنتُ اتقي،       |  | ثَلاثُ شُخوصٍ: كاعِبانِ وَمُعْصِرُ         |
| فلما أجزنا ساحة َ الحيِّ قلنَ لي:    |  | «أَلَمْ تَتَّقِ الأَعْدَاءَ واللَّيْلُ مُقْمِرُ؟»  |
| وَقُلْنَ: «أَهَذا دَأْبُكَ الدَّهْرَ سادِراً     |  | أما تستحي أم ترعوي أم تفكر؟"    |
| "إذا جئتَ فامنحْ طرفَ عينيكَ غيرنا،  |  | لِكَيْ يَحْسِبوا أَنَّ الهَوَى حَيْثُ تَنْظُرُ»   |
| فآخرُ عهدٍ لي بها حينَ أعرضتْ،       |  | ولاحَ لها خدٌّ نقيٌّ، ومحجر          |
| سِوَى أَنَّني قَدْ قُلْتُ: يا نُعْمُ قَوْلَة ً    |  | لَها والعِتَاقُ الأَرْحَبِيّاتُ تُزْجَرُ      |
| هنيئاً لأهلِ العامرية ِ نشرها اللذي |  | ذُ، ورياها التي أتذكرُ            |
| فَقُمْتُ إلَى عَنْسٍ تَخَوَّنَ نَيَّها           |  | سُرَى اللَّيْلِ حَتَّى لَحْمُها مُتَحَسَّرُ       |
| وحبسي على الحاجاتِ، حتى كأنها     |  | بَقِيَّة ُ لَوْحٍ أَوْ شِجارٌ مُؤَسَّرُ          |
| وماءٍ بِمَوْماة قَليلٍ أَنِيسُهُ           |  | بسابسَ لم يحدث به الصيفَ محضر     |
| بِهِ مُبْتَنًى لِلْعَنْكَبُوتِ كَأَنَّهُ           |  | على طرفِ الأرجاءِ خامٌ منشر        |
| وَرَدت وَمَاأَدري أَما بَعْدَ مَوْرِدي       |  | مِنَ اللَّيْلِ أَمْ ما قَدْ مَضَى مِنْهُ أَكْثَرُ  |
| فَقُمْتُ إلى مِغْلاة ِ أَرْضٍ كَأَنَّها        |  | إذا التفتتْ مجنونة ٌ حين تنظرُ     |
| تُنَازعُني حِرْصاً عَلى الماءِ رَأْسها     |  | وَمِنْ دُونِ ما تَهْوَى قَليبٌ مُعوَّرُ       |
| محاولة ُ للماءِ، لولا زمامها،      |  | وجذبي لها، كادتْ مراراً تكسر      |
| فلما رأيتُ الضرّ منها، وأنني       |  | بِبَلْدَة ِ أَرْضٍ لَيْس فيها مُعصَّرُ        |
| قَصَرْتُ لَهَا مِنْ جانب الحَوْض مُنْشَأً      |  | جَديداً كَقَابِ الشِّبْرِ أَوْ هُو أَصْغَرُ     |
| إذا شرعتْ فيه، فليسَ لملتقى        |  | مشافرها منه قدى الكفِّ مسأر       |
| وَلاَ دَلْوَ إلاَّ القَعْبُ كَانَ رِشاءَهُ      |  | إلَى الماءِ نِسْع والأَدِيمُ والمُضَفَّرُ   |
| فسافتْ، وما عافتْ، وما ردّ شربها    |  | عَنِ الرَّيِّ مَطْرُوقٌ مِنَ کلماءِ أَكْدَرُ     |